# Артгауз
Артгауз, артхаус (англ. art-house) — жанр фільмів, які відрізняються від масового кіновиробництва тим, що вони розраховані на вузьке коло глядачів, найчастіше порушують як гострі соціальні аспекти, так і глибокі питання внутрішнього світу людини. 
Поняття артгаузу виникло в 1940-х роках XX століття в США, де артгаузами називали кінотеатри, що показували довоєнні класичні голлівудські кінострічки, а також фільми іноземного (тобто не американського) і місцевого незалежного виробництва.
Близькими до артгаузу є т.зв. «авторські фільми», які, подібно до попередніх, зазвичай знімають невеликі кіностудії із невеликим бюджетом. Вони також як правило відрізняються від фільмів великих кіностудій (таких, як, наприклад, Paramount Pictures або Walt Disney Pictures) сюжетом, часто серйознішим та інтелектуальним, розповідають більш творчі та незвичайні історії.
Ці фільми некомерційні та вважаються противагою масовій культурі Голлівуду.
Також стосовно цього поняття вживають синоніми: авторське кіно, інтелектуальне кіно, альтернативне кіно, експериментальне кіно, базоване кіно, авангард.

## Історія

### Попередники: 1910-ті-1920-ті роки
Попередниками сучасного артгаузу можна назвати фільми «Нетерпимість» (1916) Девіда Ґріффіта та Кров Поета Жана Кокто, які впливають на розвиток європейського кіно протягом багатьох десятиліть. 
На артгауз також вплинули фільми іспанських авангардистів, таких як Луїс Бунюель і Сальвадор Далі (наприклад, Золотий вік), а також французького драматурга і режисера Жана Кокто. У 1920-ті роки, в кінотоваристві починає поширюватись думка, що фільми можна розділити на «… розважальне кіно, спрямоване на масову аудиторію, серйозне художнє кіно і спрямоване на інтелектуальну аудиторію». В Англії Альфред Гічкок і Айвор Монтегю сформували Суспільство кіно, яке на їхню думку, було «художнім досягненням», поряд з такими досягненнями як «радянські фільми діалектичного монтажу, а також експресіоністські фільми німецької студії Universum Film AG».
Cinéma pur, французький авангардний рух 1920-х і 1930-х років, також вплинув на розвиток ідей артгаузу. Цей рух увібрав у себе дадаїстів, як-от Ман Рей (Emak-Bakia), Рене Клер (Антракт) і Марсель Дюшан (Anemic Cinema).
Cinéma pur перебував під впливом таких німецьких «абсолютних» режисерів, як Ганс Ріхтер, Вальтер Руттман і Вікінг Еггелінг. Ріхтер стверджував, що його фільм «Рітмус 21» (1921) був першим абстрактним фільмом з коли-небудь створених. Це твердження не відповідає дійсності: Ріхтером передували італійські футуристи Бруно Корра і Арнальдо Джина (1911 і 1912 відп.). Проте, фільм Ріхтера вважається важливим в історії артгаузу як приклад ранніх артгаузних фільмів.

### 1930-ті— 1950-ті роки
У 1930-х і 1940-х роках голлівудські фільми можна було розділити на адаптації художніх літературних творів (фільм Джона Форда «Інформатор» (1935) і «Довгий шлях додому» за п'єсою Юджина О'Ніла), а також на комерційно успішні популярні жанрові фільми, такі як гангстерські фільми і трилери. Вільям Сиська стверджує, що фільми італійського неореалізму середини і кінця 1940-х років, такі як «Рим — відкрите місто» (1945), «Пайза» (1946) і «Викрадачі велосипедів» можна вважати «свідомим ходом артгаузу» (англ. conscious art film movemen.)
В кінці 1940-х років серед американської громадськості існувала думка про те, що італійський неореалізм і інші «серйозні» європейські жанри відрізнялися від звичайних голлівудських фільмів. Ця думка була підкріплена розвитком «артгаузних кінотеатрів» у великих містах США і кампусах коледжів. Після Другої світової війни «… зростаючий сегмент американської публіки кіноманів був стомлений голлівудськими мейнстрімовими фільмами», і вони стали відвідувати новостворені архаусні кінотеатри, щоб побачити «… альтернативу фільмам, які грають в мейнстрімових кінотеатрах». Серед фільмів, представлених у цих кінотеатрах були «… британські, іншомовні та незалежні американські фільми, а також документальні фільми і пробудження голлівудських класиків». Такі фільми, як «Рим — Відкрите місто» (Роберто Росселліні), «Віскі в достатку» (Александер Маккендрик), «Викрадачі велосипедів» і «Червоні черевички» були показані значній американської аудиторії.
В кінці 1950-х років французькі кінематографісти почали випускати фільми, які потрапляли під вплив італійського неореалізму і класичного голлівудського кіно. Ці фільми критики стали називати французькою новою хвилею.

### 1960-ті роки— 1970-ті роки
Французька нова хвиля продовжилася в 1960-і роки. Протягом 1960-х років термін «артгауз» стали набагато ширше вживати в Сполучених Штатах, ніж в Європі. У США цей термін часто визначається дуже широко, і може охоплювати іншомовні (не англійською мовою) «режисерські» фільми, незалежні фільми, експериментальні фільми, документальні та короткометражні фільми. У 1960-ті роки в США слово «артгауз» стало евфемізмом колоритних італійських і французьких В-фільмів. До 1970-го цей термін вживали для опису порнографічних європейських фільмів з художньою структурою, таких як шведський фільм «Я цікава — фільм в жовтому». У США термін «артгауз» може стосуватись фільмів сучасних американських художників, в тому числі Енді Воргола з його фільмом «Синій фільм» (1969), але іноді цей термін вживають дуже вільно, щоб звернутися до широкого кола фільмів, показаних в репертуарних або «артгаузних» кінотеатрах. При такому підході широкий спектр фільмів, як-от фільми Гічкока 1960-х років, експериментальні андеґраундні фільми 1970-х років, європейські авторські фільми, «незалежний» кінематограф США, і навіть мейнстримні іноземні фільми (з субтитрами), можливо, всі підпадають під визначення «артгаузний фільм».

### 1980-ті роки— 2000-ні роки
В 1980-их і 1990-их рокам цей термін став тісно пов'язаний з «незалежним кіно» в США, який має багато подібних стилістичних рис з артгаузом. Такі компанії, як Miramax Films працюють з незалежними фільмами, які були визнані комерційно неуспішними на великих студіях. Коли великі кіностудії зайняли нішу привабливості незалежних фільмів, вони створили спеціальні підрозділи, не пов'язані з мейнстрімом, такі як Fox Searchlight Pictures (дочірна компанія Twentieth Century Fox), Focus Features (підрозділ студії Universal Pictures), Sony Pictures Classics (підрозділ Sony Pictures Entertainment) і Paramount Vantage (підрозділ Paramount Pictures). Кінокритики сперечаються, чи дійсно можна вважати фільми з цих спеціальних підрозділів «незалежними фільмами», враховуючи, що вони мають фінансову підтримку від великих студій.
За словами режисера, продюсера і дистриб'ютора Роджера Кормана «1950-ті і 1960-ті роки були часом найбільшого впливу артгаузу. Після цього вплив ослаб. Голлівуд поглинув уроки європейських фільмів і включив ці уроки в свої фільми». Корман стверджує, що «… глядачі могли побачити якусь сутність європейського артгаузу в голлівудських фільмах сімдесятих …, артгауз, який ніколи не був просто європейським кіно, все частіше був насправді світовим кіно, хоча щосили намагався отримати широке визнання» («… глядачі могли побачити щось в суті європейського художнього кіно в голлівудських фільмах сімдесятих … [і так], художній фільм, який ніколи не був просто європейським кіно, все частіше став дійсно світовим жанром, хоча завжди намагався досягнути визнання.»). Корман зазначає, що "Голлівуд розширився, і докорінно змінився його естетичний діапазон … тому що діапазон предметів під рукою був розширений за рахунок включення умов іміджмейкерства, виробництва фільмів, нового і призматичного медіа-опосередкованого досвіду сучасності. Там нова аудиторія, яка дізналася про художні фільми з відеомагазинів («Голлівуд сам розширився, докорінно, його естетичний діапазон … тому що діапазон предметів під рукою був розширений за рахунок включення самих умов іміджмейкерства, виробництва фільмів, про новий і призматичний медіа-опосередкований досвід сучасності. Там нова аудиторія, яка дізналася про художні фільми в магазині відео.»). Корман стверджує, що «в даний час є можливість відродження» американського артгаузу.

## Представники
| - Педро Альмодовар - Мікеланджело Антоніоні - Інгмар Бергман - Бернардо Бертолуччі - Тім Бертон - Луїс Бунюель - Анджей Вайда - Вім Вендерс - Лукіно Вісконті - Террі Гілліам - Жан-Люк Годар - Пітер Гріневей - Дерек Джармен - Джим Джармуш - Сергій Ейзенштейн - Жан-П'єр Жене - Кшиштоф Зануссі - Алехандро Гонсалес Іньярріту - Вонг Кар-Вай - Акі Каурісмякі - Кшиштоф Кесльовський - Кім Кі Дук - Такесі Кітано - Джоел та Ітан Коени - Френсіс Форд Коппола - Девід Кроненберг - Гаспар Ное | - Стенлі Кубрік - Акіра Куросава - Емір Кустуріца - Девід Лінч - Хуліо Медем - Кіра Муратова - П'єр Паоло Пазоліні - Роман Поланскі - Сергій Параджанов - Іштван Сабо - Гас Ван Сент - Мартін Скорсезе - Олександр Сокуров - Йос Стеллінг - Андрій Тарковський - Том Тиквер - Ларс фон Трієр - Франсуа Трюффо - Орсон Веллс - Райнер Вернер Фассбіндер - Федеріко Фелліні - Марко Феррері - Мілош Форман - Міхаель Ганеке - Альфред Гічкок - Чарлі Чаплін |

## В Україні
У 2006 році в пресі були повідомлення, що Одеський кінотеатр «Маски» є цілковито «артгаузним кінотеатром», очевидно, завдяки його прив'язці до одеського кінофестивалю. А оглядач «Дня» Дмитро Десятерик вважає весь кіноринок поділеним на два великі сектори — артгауз та масове/голівудське кіно, в якому перемагає останнє. Хоча й серед артгаузних фільмів бувають доволі успішні, як наприклад український претендент на «Оскар» – картина «Погані дороги» режисерки Наталки Ворожбит. В українському сегменті артгауз займає меншу частину, але його огляди періодично трапляються в публікаціях, пов'язаних з кіно.